# Friedrich Franz von Mühlheim
Friedrich Franz von Mühlheim (geb. 2. Februar 1756 in Wardin (Neumark); gest. 18. Dezember 1795) war ein preußischer Landrat und Kammerpräsident der kurmärkischen Kriegs- und Domänenkammer.

## Leben und Herkunft
Friedrich Franz von Mühlheim war der Sohn von George Ludwig von Mühlheim (* 1725; † vor 1779), Leutnant im Regiment von Bevern, sowie Besitzer der Güter Wardin, Coelpin und Cratznick. Im Mai 1774 immatrikulierte er sich an der Universität Frankfurt (Oder) für ein Studium der Jurisprudenz, das er im Herbst 1778 als candidatus iuris beendete. Nachdem er im Januar 1779 seine erste Prüfung abgelegt hatte, erhielt er eine Stelle als Referendar in Küstrin. Im Mai 1781 bat er um eine Position als Assistenzrat, was jedoch mangels Erfahrung vom preußischen Justizminister von Carmer abgelehnt wurde. Im August 1781 beantragte er zwar die Zulassung zum juristischen Rigorosum, da er die Vorbereitung zur Prüfung aber offensichtlich nicht ernsthaft genug betrieb, wurde die Examenskommission im Herbst 1782 aufgefordert, ihn zu mahnen. Nachdem das Prüfungsverfahren im Dezember 1783 wieder aufgenommen worden war, konnte er die Schlussprüfung am 25. Mai 1784 erfolgreich ablegen. Nur wenige Tager später wurde er am 13. Juni 1784 zum Assistenzrat bei der Regierung in Küstrin befördert. Nachdem er im März 1787 von den Ständen zum neuen Landrat des Königsberger Kreises gewählt worden war, bat er um Entlassung aus dem Justizdienst. Nach erfolgter Bestallung am 14. Juli 1787 löste von Mühlheim den bisher amtierenden Landrat Wilhelm Ludwig von Sydow ab. Am 11. April 1793 lehnte er ein Angebot des Ministers von Voss für den Posten als Chef der neu geschaffenen Kriegs- und Domänenkammer zu Posen, unter Hinweis auf seinen Gesundheitszustand, ab. Stattdessen nahm er die am 5. März 1795 mittels Ordre angebotene Ernennung zum Präsidenten der kurmärkischen Kriegs- und Domänenkammer an. Nachfolger als Landrat des Königsberger Kreises wurde noch im gleichen Jahr Carl Christoph Gottlob von Knobelsdorff.

## Persönliches
Friedrich Franz von Mühlheim saß auf Guhden und beabsichtigte im Frühjahr 1791 sein Gut Mohrin an den Fiskus zu veräußern. Er war mit Henriette (1765–1838), geb. von Reppert, verheiratet, der gemeinsame Sohn war Friedrich von Mühlheim (* 1793). Nach dem Tod von Franz Friedrich am 18. Dezember 1795 heiratete die Witwe Henriette im Dezember 1796 den Landrat Carl Christoph Gottlob von Knobelsdorff.